# Hammer Ferenc
Hammer Ferenc (Budapest, 1963. szeptember 9. –) magyar író, szociológus, a Tilos Rádió alapító tagja.

## Életpályája
1968-ban családjával Rákoscsabára költözött. A Szabadság sugárúti általános iskolában tanult. A Fazekas Mihály Gimnázium matematika tagozatán érettségizett. A Budapesti Közgazdaságtudományi Egyetemen egy évig tanult. A CEU politikatudomány szakára járt. Az Eötvös Loránd Tudományegyetem Bölcsészettudományi Kar történelem-szociológia szakán diplomázott. 1997 óta az Eötvös Loránd Tudományegyetem Bölcsészettudományi Kar Művészetelméleti és Médiakutatási Intézetének adjunktusa, majd vezetője lett.

## Könyvei
- Részvétel a kormányzásban: az Ön tettei is számítanak (1992)
- Diktatúra és vezérkultusz (1992)
- Társadalmi kérdésekről az osztályteremben (1995)
- Társadalmi kérdésekről az osztályban (1995)
- Közösségi változás közös cselekvés révén (1997)
- Helyi problémák közösségi feldolgozása (1997)
- Hogyan szervezzünk polgárkört? (1997)
- Civil szervezetek a helyi közéletben (1997)
- A polgárkörök médiakapcsolatai (1997)
- Polgári ellenőrzés a helyi közpénzek fölött (1997)
- Miért utálják a politikát Magyarországon (2005)
- Közbeszéd és társadalmi igazságosság (2006)
- Fekete & fehér gyűjtemény (2007)
- Zöld könyv (2007)
- Média és etika (2007)
- Megosztott liberalizmus (2013)
- …nem kellett élt vasalni a farmerbe (2013)

## Díjai
- Mestertanár Aranyérem (2021)[3][4][5]